# Spielberghorn
Spielberghorn är en bergstopp i Österrike.   Den ligger i distriktet Zell am See och förbundslandet Salzburg, i den centrala delen av landet, 290 km väster om huvudstaden Wien. Toppen på Spielberghorn är 2 044 meter över havet, eller 724 meter över den omgivande terrängen. Bredden vid basen är 12,8 km.
Terrängen runt Spielberghorn är kuperad åt nordväst, men åt sydost är den bergig. Närmaste större samhälle är Saalfelden am Steinernen Meer, 16,1 km öster om Spielberghorn. 
I omgivningarna runt Spielberghorn växer i huvudsak blandskog. Runt Spielberghorn är det ganska glesbefolkat, med 34 invånare per kvadratkilometer.